# Miss Bolivia 2017
Miss Bolivia 2017 es la 38.ª edición del certamen Miss Bolivia. Fue celebrado el 1 de julio en el Salón Sirionó de la FexPo, en la ciudad de Santa Cruz de la Sierra. Concursantes de los nueve departamentos bolivianos y una representante de los residentes bolivianos en el extranjero compitieron por este título de belleza. Al final del evento, Antonella Moscatelli, Miss Bolivia 2016, coronó a Gleisy Vera Noguer Hassen como la nueva Miss Bolivia Universo 2017 y tendrá el derecho de ir a la competencia de Miss Universo 2017.

## Resultado Final Miss Bolivia Universo
A partir de las 22.00 horas, en el Salón Sirionó de la Fexpo se desarrolló el principal certamen de belleza, organizado por Promociones Gloria.
| Resultado Final                             | Departamento       | Candidata                          |
| Miss Bolivia Universo 2017                  | - Miss Pando       | - Gleisy Vera Noguer Hassen        |
| Miss Bolivia Internacional 2017             | - Srta Litoral     | - Carla Patricia Maldonado Simone  |
| Miss Bolivia Tierra 2017                    | - Srta. Santa Cruz | - Giancarla Fernández Ferrufino    |
| Miss Bolivia Continentes Unidos 2017        | - Miss Chuquisaca  | - Nimeyra Flores Hurtado           |
| Primera Finalista                           | - Miss Tarija      | - Gabriela Espindola Baldiviezo    |
| Segunda Finalista                           | - Miss Andalucía   | - Marilin Alicia Zugel Cardozo     |
| Tercera Finalista (Miss Grand Bolivia 2017) | - Miss Litoral     | - Mariem Suárez Cuéllar            |
| Cuarta Finalista                            | - Miss Residentes  | - Andrea Jimena Ustariz Coaquira Δ |

- ∆: Votada por el público vía internet.

### Orden de clasificación
Top 8
1. Andrea Ustariz, Miss Residentes (Δ)
2. Mariem Suarez, Miss Litoral
3. Marilin Zugel, Miss Andalucía
4. Carla Maldonado, Srta. Litoral
5. Nimeyra Flores, Miss Chuquisaca
6. Gabriela Espindola, Miss Tarija
7. Giancarla Fernandez, Srta, Santa Cruz
8. Gleysi Noguer, Miss Pando

## Representaciones
| Delegadas                       | Concurso Internacional              | Sede           | Resultado     | Otros Premios                                      |
| Gleisy Vera Noguer Hassen       | Miss Universo 2017                  | Estados Unidos | No clasificó  |                                                    |
| Yasmin Pinto Solar              | Miss Mundo                          | China          | No clasificó  |                                                    |
| Carla Patricia Maldonado Simone | Miss Internacional 2017             | Japón          | No clasificó  | Miss Internacional América                         |
| Giancarla Fernández Ferrufino   | Miss Tierra 2017                    | Filipinas      | No clasificó  |                                                    |
| Nimeyra Flores Hurtado          | Miss Continentes Unidos 2017        | Ecuador        | No clasificó  |                                                    |
| Nimeyra Flores Hurtado          | Miss Panamericam Internacional 2018 | Estados Unidos | No clasificó  |                                                    |
| Nimeyra Flores Hurtado          | Miss Eco Internacional 2019         | Egipto         | No clasificó  |                                                    |
| Nimeyra Flores Hurtado          | Miss Panamericam Internacional 2021 | Estados Unidos | 2da Finalista |                                                    |
| Mariem Suárez Cuéllar           | Miss Grand Internacional 2017       | Vietnam        | No clasificó  |                                                    |
| Mariem Suárez Cuéllar           | Reinado Internacional del Café 2018 | Ecuador        | No clasificó  |                                                    |
| Argene Coelho Cuellar           | Miss Teen Beauty Universe 2017      | El Salvador    | No clasificó  | Mejor Silueta y Miss Latinoamérica Beauty Univerae |
| María Fernanda Subieta Berrios  | Miss Latinoamérica 2018             | Panamá         | No clasificó  |                                                    |

## Significativa histórica
Acerca de las clasificaciones - Algunos departamentos sean Miss o Señorita clasificaron en años anteriores y algunas ganaron coronas.
- Este año no se entregó las corona de Miss Bolivia Grand, Miss Bolivia Supranacional y Miss Bikini Bolivia, los dos primeros títulos fueron designados como siempre por Promociones Gloria, aún a pesar de los tantos cuestionamientos a la organización.
- La corona del Miss Continentes Bolivia se entrega por Quinta vez en un Miss Bolivia Universo, la anterior fue en el 2015, los demás años fueron designadas.
- Pando, después de 62 años gana la corona del Miss Bolivia por segunda vez en la historia, este dato es muy relevante. Ya que la organización Promociones Gloria siempre mostró favoritismo hacia las candidatas de Santa Cruz, donde casualmente es la misma organización.
- Miss Pando la última vez que ganó el Miss Bolivia fue en el 1955.
- Srta Litoral gana el Miss Bolivia Internacional por primera vez en la historia.
- Srta Santa Cruz gana el Miss Bolivia Tierra por primera vez. Los demás títulos fueron designados (2001 y 2004).
- Miss Chuquisaca gana el Miss Continentes Bolivia por primera vez.
- Miss Pando, Srta Santa Cruz, Miss Tarija y Miss Chuquisaca, repiten clasificación a finalistas.
- Srta Santa Cruz clasifica por Quinto año consecutivo.
- Miss Pando, Miss Chuquisaca y Miss Tarija clasifican segundo año consecutivo.
- Miss Litoral,Srta Litoral y Miss Residentes clasificaron por última vez en el 2015.
- Miss Andalucía clasifica por primera vez entre las finalistas, haciendo historia a su título porque ni un año clasificó.
- Miss Residentes por primera vez entra finalista por voto del público.
- Miss Cochabamba rompe la buena racha que tenía después de 4 años de clasificación consecutiva.
- Ninguna ganadora del título Miss Amistad y Simpatía llegó tan lejos en el cuadro de ganadoras, haciendo historia en el Miss Bolivia con segundo lugar.
- Miss Tarija, logró posicionarse como Virreina del Miss Bolivia Mundo, y siendo la única en clasificar a finalista.
- Miss Santa Cruz no clasifica entre las finalistas por obtener directamente como ganadora del Miss Bolivia Mundo 2017.
- Nuevamente surgieron varios cuestionamientos a la organización por supuestas irregularidades en el certamen, ya que una vez más se mostró el favoritismo de la organización hacia la Miss y Srta Santa Cruz.

## Resultado Final Miss Bolivia Mundo
El título Miss Bolivia Mundo fue entregado de manera separada y de forma directa, con el perfil que busca el Miss Mundo
| Resultado Final             | Departamento      | Candidata                       |
| Miss Bolivia Mundo 2017     | - Miss Santa Cruz | - Yasmin Pinto Solar            |
| Virreina Miss Bolivia Mundo | - Miss Tarija     | - Gabriela Espindola Baldiviezo |
| Primera Finalista           | - Miss Beni       | - Argene Coelho Cuellar         |
| Belleza con Propósito 2017  | - Miss La Paz     | - Griselda Zegarra Málaga       |

## Historia
Este año es muy exclusivo, porque vuelve a ser la elección de Miss Bolivia Mundo, donde todas las candidatas electas en los concursos departamentales competirán por las coronas del Miss Bolivia Universo, Miss Bolivia Internacional y Miss Bolivia Tierra, así dejando a 4 finalistas en la noche final.
La corona del Miss Bolivia Mundo será coronada de manera separada, se elegirá así también a segunda finalista, primera finalista y posteriormente a la Miss Bolivia Mundo, lo mismo que se realizó en el Miss Bolivia 2014.
La presentación oficial de las candidatas será el día 19 de junio en las instalaciones de la Agencia de Promociones Gloria.
La antesala del concurso será en Cochabamba donde las candidatas viajaran en fecha 22 de junio, en Cochabamba se elegirán los 3 títulos previos de Mejor Traje Típico, Mejor Modelo y Miss Elegancia.

## Áreas de competencia
Concentración.- Las 24 candidatas a Miss Bolivia 2017 se reunieron en el Hotel Camino Plaza para hospedarse en el tiempo de la competencia.
Final .- La noche final estará transmitida en vivo para toda Bolivia por Red Uno. Además se transmitió vía Internet para todos los países y territorios desde Santa Cruz, Bolivia, el 1 de julio de 2017 y será conducido por Carlos Rocabado, Verónica Larrieu y Desiree Durán.
El grupo de 10 semifinalistas se dará a conocer durante la competencia final.
Las 24 candidatas serán evaluadas por un jurado final:
- En la apertura las 24 candidatas desfilaron en presentación de sus trajes típicos o alegórico representando a su región.
- Las 24 candidatas desfilaron en una ronda en traje de baño (similares para todas).
- Posteriormente, las mismas desfilaron en traje de noche (elegidos al gusto de cada concursante).
- Basado en el desenvolvimiento en las áreas mencionadas, el jurado elegirá las ocho finalistas de la noche.
- Las ocho (finalistas) se sometieron a una entrevista personal sobre conocimiento de su vida personal.
- Basado en las respuestas en sus calificaciones en la ronda de preguntas de las 8 finalistas, el jurado determinara las posiciones finales y a la ganadora, Miss Bolivia 2017.

## Jurado calificador
Las candidatas en el hotel Yotaú, y con unas cena de Hard Rock Café, tuvieron la entrevista privada con el jurado calificador, el viernes 30 de junio, a partir de las 11:00, donde hicieron la entrevista privada "personal" y además fue la preliminar en traje de baño y traje de noche.
- Henrique Fusquine Fontes, director del Concurso Nacional de Belleza de Brasil, certamen que elige a la Miss Brasil Mundo hacia el Miss Mundo y las representantes hacia otros importantes concursos, como el Reina Hispanoamericana, codirector de la página web más importante a nivel mundial sobre belleza, Global Beautie y que además encargado de elegir a la Miss Bolivia Mundo 2017.[4]

- Alfredo Barraza, diseñador de modas Colombiano, asesor de más de 320 reinas de bellezas de las cuales 21 se han coronado Srta. Colombia, 19 han sido Primera Finalista, 41 en el Top 5, además de sus diseños han sobresalido en Miss Universo, es encargado de vestir todos los años a las representantes de filipinas en el Miss Universo su mayor logro fue haber elaborado el vestuario completo y asesorar a Paulina Vega, la colombiana que ganó el Miss Universo 2014 y también vistió a sus compatriotas que fueron finalistas en 2015 y 2016.

- Sofía del Rocío Saavedra, Reina Hispanoamericana Chile 2015, fue candidata a Reina Hispanoamericana 2015, en 2016 representó a Chile en el Miss Tourims Queen oh the Year Internacional 2016 en cual resultó ganadora y siendo la tercera chilena en ganar una corona internacional.

- Raquel Rivera Zambrana fue Miss Tarija 1999 y Miss Bolivia Mundo 1999, representó a Bolivia en el Miss Mundo 1999 se desempeña actualmente como funcionaria pública en la Gobernación de Santa Cruz.

- Luis Adolfo Flores Roberts, Abogado y político con una amplia trayectoria en la función pública en la región amazónica de Bolivia, durante su trayectoria laboral se desempeñó como Alcalde del Municipio de Cobija, además de ser el primer gobernador electo del Departamento de Pando, cargo que ocupó por dos gestiones consecutivas.

- Cecilia Bellido Ávila, una de las periodistas más reconocidas en su campo en la televisión cruceña, Cecilia Bellido es portadora de una experiencia en medios de comunicación que alcanza los 20 años, la mayoría de ellos vinculada a la Red Uno de Bolivia, en su larga trayectoria profesional Cecilia fue reportera de calle, presentadora de noticias y más recientemente ha incursionado en la radiodifusión y como conductora del prestigioso programa nocturno Que no me Pierda que se emite por la Red Uno de Bolivia.

- Sandra Rivero Zimmerman, ex Reina de belleza que obtuvo títulos como el de Reina del Turismo de Bolivia 1992 y Virreina del Turismo Mundial en 1992, fue Miss Litoral 1994 y Miss Bolivia Universo 1994, es Ingeniera comercial de profesión, dirige actualmente junto a su esposo la empresa familiar Vicas SRL mientras trabaja medio tiempo en el Departamento de Recursos Humanos del Hotel Arenal.

## Títulos previos
Títulos Obtenidos y ganados;
| Títulos                                | Departamento      | Candidata                         |
| Miss Deporte Patra                     | - Miss Pando      | - Gleisy Vera Noguer Hassen       |
| Mejor Modelo (Top Model)               | - Miss Litoral    | - Mariem Suárez Cuéllar           |
| Miss Elegancia                         | - Miss Chuquisaca | - Nimeyra Flores Hurtado          |
| Miss Personalidad UDABOL               | - Srta Litoral    | - Carla Patricia Maldonado Simone |
| Miss Silueta Starfish                  | - Miss Amazonia   | - María Gueley Reynaldo Melgar    |
| Mejor Cabellera Sedal                  | - Miss La Paz     | - Griselda Zegarra Málaga         |
| Mejor Sonrisa Orest                    | - Miss Santa Cruz | - Yasmin Pinto Solar              |
| Chica AmasZonas Universo               | - Miss Andalícia  | - Marilin Alicia Zugel Cardozo    |
| Chica AmasZonas Mundo                  | - Miss Litoral    | - Mariem Suárez Cuéllar           |
| Mejor Traje Típico                     | - Miss Pando      | - Gleisy Vera Noguer Hassen       |
| Chica Hipanema                         | - Srta. Potosí    | - Denisse Arianne Ortube Saravia  |
| Mejor Rostro Redes Sociales            | - Srta Litoral    | - Carla Patricia Maldonado Simone |
| Mejor Proyecto "Belleza con Propósito" | - Miss La Paz     | - Griselda Zegarra Málaga         |
| Miss Fotogenica PG                     | - Miss Residentes | - Andrea Jimena Ustariz Coaquira  |
| Miss Amistad y Simpatía                | - Srta Litoral    | - Carla Patricia Maldonado Simone |

Área de competencia en iítulos previos;
- Mis Deporta Patra, las candidatas demostraron todos sus atributos en el Deporte;
  - Miss Deporte Patra - Gleisy Vera Noguer Hassen (Miss Pando)
  - Segundo Lugar - Argene Coelho Cuellar (Miss Beni)
  - Tercer Lugar - Marilin Alicia Zugel Cardozo (Miss Andalucía)

- La Elección de Top Model se realizó en la ciudad de Cochabamba;
  - Mejor Modelo - Mariem Suárez Cuéllar (Miss Litoral)
  - Finalistas (1) - María Gueley Reynaldo Melgar (Miss Amazonia)
  - Finalistas (2) - Argene Coelho Cuellar (Miss Beni)

- La Elección de Miss Elegancia lucieron diseño exclusivos de diseñadores;
  - Miss Elegancia;- Nimeyra Flores Hurtado (Miss Chuquisaca)
  - Finalistas (1) - Carla Patricia Maldonado Simone (Srta. Litoral)
  - Finalistas (2) - Gleisy Vera Noguer Hassen (Miss Pando)

- La Elección de Mejor Tarje Típico, las candidatas mostraron coloridos y cultura con sus diseños;
  - Mejor Traje Típico - Gleisy Vera Noguer Hassen (Miss Pando)
  - Segundo Lugar - Paola Andrea Peñaloza Vaca (Srta. Tarija)
  - Tercer Lugar - María Fernanda Subieta Berrios (Miss Potosí)
  - Cuarto lugar - Andrea Vaitiare Ortuño Bacinello (Miss Cochabamba)
  - Quinto Lugar - Yasmin Pinto Solar (Miss Santa Cruz)

- La Elección de Mejor Tarje Típico, las candidatas mostraron coloridos y cultura con sus diseños;
  - Mejor Cabellera Sedal - Griselda Zegarra Málaga (Miss La Paz)
  - Segundo Lugar - Argene Coelho Cuellar (Miss Beni)

- La Elección de Miss Silueta, las candidatas mostraron sus encantadores cuerpos;
  - Mejor Silueta - María Gueley Reynaldo Melgar (Miss Amazonia)
  - Segundo Lugar - Argene Coelho Cuellar (Miss Beni)
  - Tercer Lugar - Mariem Suárez Cuéllar (Miss Litoral)
  - Cuarto lugar - Griselda Zegarra Málaga (Miss La Paz)

## Candidatas oficiales
- 24 candidatas confirmadas a competir a la corona del Miss Bolivia 2017

(En la tabla se utiliza su nombre completo, los sobrenombres van entrecomillados y los apellidos utilizados como nombre artístico, entre paréntesis; fuera de ella se utilizan sus nombres «artísticos» o simplificados)
| Candidata           | Nombre                            | Edad | Estatura | Ciudad de Origen        |
| Miss Amazonia       | María Gueley Reynaldo Melgar      | 24   | 1,75     | Trinidad                |
| Miss Andalícia      | Marilin Alicia Zugel Cardozo      | 21   | 1,78     | Villa Montes            |
| Srta. Andalícia     | Dalmii Rocío Albornoz Cmptte      | 19   | 1,71     | Yacuiba                 |
| Miss Beni           | Argene Coelho Cuellar             | 19   | 1,71     | Guayaramerín            |
| Srta. Beni          | Karen Nicole Parada Méndez        | 20   | 1,71     | Santa Ana               |
| Miss Cochabamba     | Andreab Vaitiare Ortuño Bacinello | 17   | 1,76     | Cochabamba              |
| Srta. Cochabamba    | Jhoselín Andia Illanes            | 21   | 1,71     | Cliza                   |
| Miss Chuquisaca     | Nimeyra Flores Hurtado            | 24   | 1,80     | Sucre                   |
| Srta. Chuquisaca    | Fátima Noelia Villarroel Ceballos | 21   | 1,76     | Sucre                   |
| Miss La Paz         | Griselda Zegarra Málaga           | 26   | 1,66     | La Paz                  |
| Srta. La Paz        | María Eugenia Caba Rejas          | 26   | 1,64     | La Paz                  |
| Miss Litoral        | Mariem Suárez Cuéllar             | 21   | 1,74     | Santa Cruz de la Sierra |
| Srta Litoral        | Carla Patricia Maldonado Simone   | 22   | 1,72     | Camiri                  |
| Miss Oruro          | Raphaela Ivana Cabrera Choque     | 17   | 1,67     | Sajama                  |
| Srta. Oruro         | Alexy Rebeca Zeballos Orellana    | 23   | 1,69     | Mejillones              |
| Miss Pando          | Gleisy Vera Noguer Hassen         | 21   | 1,72     | Cobija                  |
| Miss Potosí         | María Fernanda Subieta Berrios    | 24   | 1,78     | Potosí                  |
| Srta. Potosí        | Denisse Arianne Ortube Saravia    | 20   | 1,75     | Potosí                  |
| Miss Residentes     | Andrea Jimena Ustariz Coaquira    | 20   | 1,66     | Madrid                  |
| Miss Santa Cruz     | Yasmin Pinto Solar                | 19   | 1,80     | Buena Vista             |
| Srta. Santa Cruz    | Giancarla Fernández Ferrufino     | 19   | 1,76     | Santa Cruz de la Sierra |
| Miss Tarija         | Gabriela Espindola Baldiviezo     | 20   | 1,80     | Cercado                 |
| Srta. Tarija        | Paola Andrea Peñaloza Vaca        | 23   | 1,71     | Cercado                 |
| Miss Villa Imperial | Gabriela Mercedes Soleto Ustarez  | 24   | 1,67     | Villazón                |

## Datos acerca de las candidatas
- Algunas de las delegadas del Miss Bolivia Universo 2017 han participado, o participarán, en otros certámenes de importancia regionales, nacionales e internacionales:
  - María Reynaldo (Miss Amazonia) - fue Stra Trinidad 2017, pero tiempo después fue coronada como Miss Trinidad 2017 tras la renuncia de Cheila Cholima quien ostentaba dicho título.
  - Marilin Zugel (Miss Andalucía) fue Reina del Festipesca 2011 y actual Miss Villa Montes 2017.
  - Dalmii Albornoz (Srta. Andalucía) - fue Reina de la Juventud 2016 y es actual Miss Tarija Mundo 2017.
  - Argene Coelho  (Miss Beni), es Miss Guayaramerin 2017
  - Karen Nicole Parada  (Srta. Beni), es Reina Amazonia Bolivia 2016 y Miss Santa Ana del Yacuma 2017
  - Gabriela Soleto (Miss Villa Imperial) es actual Miss Villazon 2017.
  - Gleisy Noguer (Miss Pando) es Miss Cobija 2017
  - Fátima Villaroel (Srta. Chuquisaca) fue Miss Contaduría Pública 2015.
  - Gabriela Espindola (Miss Tarija) es Reina del Carnaval Chapaco 2017.
  - Andrea Peñaloza  (Srta Tarija) fue Reina del Carnaval Chapaco 2014.
  - Griselda Zegarra (Miss La Paz) fue Reina del Carnaval Paceño 2009.
  - Ma. Eugenia Caba (Srta La Paz) fue Reina Belleza Paceña del Carnaval 2016.
  - Andrea Ustariz (Miss Residentes) es Miss Bolivia España 2017.
- Datos Debuts, Regresos y Retiros en el Miss Bolivia Universo 2017 : 
  - Miss Villa Imperial, hace su debuts en este Miss Bolivia 2017, siendo la segunda vez en la historia que Potosí manda a tres (3) candidatas al Miss Bolivia.
  - Srta. Andalucía, hace su debuts en este Miss Bolivia 2017, siendo por primera vez que Tarija manda 4 representantes al Miss Bolivia.
  - Miss Amazonia vuelve al nacional después de 10 años de ausencia, la última fue en el Miss Bolivia 2007, con Ericka Káiser Pedriel, siendo la cuarta (4) vez que el Beni manda a tres (3) representantes al nacional.
  - El título de Srta. Pando se retira en este año de la competencia, por motivo que no se realizó el concurso departamental, razones que no se inscribieron ninguna candidata y el Pando mandara a una sola candidata que será a designación. == Misses que no Participaran el 2017 == Candidatas que fueron elegidas en sus concursos departamentales pero en la edición del Miss Bolivia no participaran del concurso.

## Misses que no participaron en 2017
Candidatas que fueron elegidas en sus concursos departamentales pero en la edición del Miss Bolivia no participaran del concurso.
| Candidata      | Nombre                         | Edad | Estatura | Ciudad de Origen |
| Miss Altiplano | Mariana Isabel Camacho Beltrán | 18   | 1,69     | Oruro            |
| Miss Capital   | Yhara Wells Orias              | 18   | 1,68     | Muyupampa        |
| Miss Illimani  | Leslie Aguilar Botelho         | 25   | 1,68     | La Paz           |
| Srta. Illimani | Andrea pardo Nohe              | 25   | 1,68     | La Paz           |
| Miss Valle     | Carol Rejas                    | 23   | 1,67     | Cochabamba       |